# Krozidismus
Mit Krozidismus (griechisch: krokis, zu deutsch: Flocke), auch „Flockenlesen“  oder Karphologie wird ein zitteriges und ruheloses Herumfingern in der Luft oder über der Bettdecke bezeichnet. Krozidismus ist eine Begleiterscheinung, die vor allem bei exogenen Psychosen, bei tuberkulöser Meningitis oder Alkoholentzug auftritt. Ferner kann Krozidismus auch in der Zeitphase vor dem Tod (Agonie) auftreten.